# Julie Bennett
Pour les articles homonymes, voir Bennett.
Julie Bennett est une actrice américaine née le 24 janvier 1932 à Manhattan et morte le 31 mars 2020 à Los Angeles.

## Filmographie

### Actrice
- 1966 : Lily la tigresse (What's Up, Tiger Lily?)
- 1955 : Illégal (Illegal) : Miss Worth
- 1959 : Quick Draw McGraw (série télévisée) : Sagebrush Sal
- 1960 : The Bugs Bunny Show (série télévisée) : Additional voices (voix)
- 1961 : Yogi l'ours (The Yogi Bear Show) (série télévisée) : Cindy Bear (1960- )
- 1961 : The Mouse on 57th Street : Woman Customer (voix)
- 1961 : Strangled Eggs : Miss Prissy (voix)
- 1961 : The Bullwinkle Show (série télévisée) : Additional Voices (voix)
- 1962 : The Slick Chick : Widow Hen (voix)
- 1962 : Chat, c'est Paris (Gay Purr-ee) (voix)
- 1963 : I Was a Teenage Thumb (voix)
- 1963 : Transylvania 6-5000 : Agatha and Emily - The Two-headed Vulture (voix)
- 1964 : C'est Yogi l'ours (Hey There, It's Yogi Bear) : Cindy Bear (voix)
- 1964 : Famous Adventures of Mr. Magoo (série télévisée) : Snow White (voix)
- 1967 : King-Kong s'est échappé (Kingukongu no gyakushu) : Female Voices
- 1967 : The Superman/Aquaman Hour of Adventure (série télévisée) : Lois Lane (voix)
- 1968 : Banana Split (série télévisée) : Queen, The / Constance (voix)
- 1968 : The Bugs Bunny/Road Runner Hour (série télévisée) : Various Characters (voix)
- 1969 : Dinky Dog (série télévisée) : Monica (voix)
- 1969 : The Cattanooga Cats (série télévisée) : Chessie (voix)
- 1970 : Sole Survivor (en) de Paul Stanley (TV) : Amanda
- 1971 : Funky Phantom (série télévisée) (voix)
- 1972 : Frog Jog : Flora (voix)
- 1973 : Jeannie (série télévisée) (voix)
- 1974 : These Are the Days (série télévisée) (voix)
- 1977 : Fred Flintstone and Friends (série télévisée) (voix)
- 1977 : Scooby's All-Star Laff-A Lympics (série télévisée) : Cindy Bear (voix)
- 1978 : The All-New Popeye Hour (série télévisée) : Monica (voix)
- 1979 : Gulliver's Travels (TV)
- 1981 : Goliath Awaits (TV) : Sylvia King
- 1983 : The Monchhichis (série télévisée) (voix)
- 1984 : The Mighty Orbots (série télévisée) : Boo (voix)
- 1986 : Crossings (feuilleton TV) : 1st Lady
- 1986 : The Bugs Bunny and Tweety Show (série télévisée) : Various Characters (voix)
- 1988 : Daffy Duck's Quackbusters (voix)
- 1990 : Une sacrée famille (Thanksgiving Day) (TV) : Julie